# スティーブ・デラバー
スティーブン・エドワード・デラバー（Steven Edward Delabar , 1983年7月17日 - ）は、アメリカ合衆国ケンタッキー州フォートノックス出身の元プロ野球選手（投手）。右投右打。

## 経歴

### プロ入り前
2002年のMLBドラフト43巡目（全体1283位）でアナハイム・エンゼルスから指名を受けるも、この時は入団しなかった。

### プロ入りとパドレス傘下時代
2003年のMLBドラフト29巡目（全体851位）でサンディエゴ・パドレスから指名を受け、プロ入り。
当初は先発だったが、2007年にA+級レイクエルシノア・ストームに昇格したのを機にリリーフに転向。A級フォートウェイン・ウィザーズに降格され、2008年5月23日に解雇された。

### 独立リーグ時代
2008年6月7日、独立リーグであるフロンティアリーグのフローレンス・フリーダムに入団した。リリーフとして4試合に連投し、6月11日に退団した。
直後の6月20日、独立リーグであるカナディアン・アメリカン・リーグのブロックトン・ロックスに移籍。ここでは先発として起用され、11試合に先発して3勝3敗・防御率3.01の成績を記録。シーズン終了までプレーした。
2009年も引き続きロックスでプレー。リリーフに転向したが、右肘を骨折して退団した。

### 独立リーグ退団後
2010年は野球から離れ、妻の勤務先であるケンタッキー州のエリザベスタウンで右肘のリハビリをしながらクラブ活動担当の非常勤講師として働いた。
非常勤講師時代、速球の速度が戻っていることに気付いて野球を再開することとなった。

### マリナーズ時代
2011年4月30日、シアトル・マリナーズと契約を結んだ。同年9月11日のカンザスシティ・ロイヤルズ戦でメジャーデビューを果たした。さらに、9月14日のニューヨーク・ヤンキース戦では延長12回を無失点に抑え、その後チームがサヨナラ勝ちしたためメジャー初勝利を手にした。
2012年3月22日にアスレチックスと東京で開催されたMLB日本開幕戦の遠征メンバー30人に登録された。3月26日に28人の開幕ロースターに登録された。

### ブルージェイズ時代
2012年7月30日にエリック・テイムズとのトレードで、トロント・ブルージェイズに移籍した。
移籍後の8月13日のシカゴ・ホワイトソックス戦に10回から登板し「1イニング4奪三振」を記録。なお、延長戦でのこの記録はMLB史上初の記録となった。
2013年は開幕から安定した投球を続け、前半戦は38試合に登板し5勝1敗・防御率1.71を記録し、奪三振58はアメリカンリーグの救援投手の中でトップだった。この成績が認められ、オールスターの「最後の一人」のとして選出される。オールスターでは1/3回を投げ、サンフランシスコ・ジャイアンツのバスター・ポージーから三振を奪った。7月30日のオークランド・アスレチックス戦では、対戦した3人の打者から全て三球三振を奪い、MLB史上48人目、球団史上初の三者連続三球三振を達成。なお、「1イニング4奪三振」と「イマキュレイト・イニング」の両方を達成したのは、デラバー含め4人しかいない（他はボブ・ギブソン、A.J.バーネット、フェリックス・ヘルナンデスの3人）。8月4日、右肩の炎症により15日間の故障者リストに入り、9月1日に外れた。後半戦の成績は、17試合の登板で防御率7.02であった。
2014年6月17日、川﨑宗則のメジャー昇格に伴い、マイナーオプションによってAAA級バッファローに降格された。しかし、ブレット・セシルの故障者リスト入りによって6月19日にメジャーに再昇格した。6月24日に再びマイナーオプションによってAAA級バッファローに降格された。以降はメジャー昇格せず、セプテンバー・コールアップの拡張選手名簿からも外された。この年は前半戦だけの出番に終わり、中継ぎで30試合に登板して防御率4.91だった。
2015年は、31試合に登板し、防御率5.22を記録。
2016年1月15日にブルージェイズと1年契約を結んだが、3月29日に自由契約となった。

### レッズ時代
2016年4月2日にシンシナティ・レッズとマイナー契約を結び、傘下のAAA級ルイビル・バッツへ配属された。5月7日にメジャー契約を結んで25人枠入りした。7試合に登板し8回、失点・自責点6、防御率6.75を記録。5月22日にDFA、5月24日にAAA級ルイビルに降格となった。

### 広島時代
2016年6月25日に広島東洋カープとの契約が合意に達したことが発表された。12月2日に自由契約公示された。

### インディアンス傘下時代
2017年1月13日にクリーブランド・インディアンスとマイナー契約を結び、同年のスプリングトレーニングに招待選手として参加することになった。
シーズン開幕後の4月24日、筋力増強剤の一種であるオスタリンの陽性反応があったとして80試合の出場停止処分（薬物規定違反）となった。なお、インディアンス傘下では登板機会がないまま7月5日に自由契約となった。

### レンジャーズ傘下時代
2018年1月4日にテキサス・レンジャーズとマイナー契約を結び、スプリングトレーニングに招待選手として参加することになった。
4月20日に自由契約となった。
2019年2月4日にカナダのラジオ番組「Outta the Park」の番組内で現役を引退する意向を示した。現在は地元で高校生に野球指導をしている。

## 投球スタイル
2013年までは平均球速93.9mph（約151.1km/h）のフォーシームとスプリッター、スライダーを武器に三振を奪う投球スタイルだった。基本球種はフォーシームだが、スプリッターやスライダーを初球から投げる割合も比較的高めとなっている。
球速は独立リーグ時代までは90mph（約145km/h）前後だったが、右肘の骨折手術成功後にウェイトボールを使用したトレーニングに取り組んだ結果球速が増加。しかし2013年8月4日に右肩を痛めて故障者リスト入りして以降、球速が低下した他、2014年からはリリースポイントが安定しなくなった。2015年までの2年間で与四球率5.40を記録。マイナーリーグ時代を通じて与四球率は4.50以上である。

## 詳細情報

### 年度別投手成績
| 年 度    | 球 団    | 登 板 | 先 発 | 完 投 | 完 封 | 無 四 球 | 勝 利 | 敗 戦 | セ 丨 ブ | ホ 丨 ル ド | 勝 率 | 打 者 | 投 球 回 | 被 安 打 | 被 本 塁 打 | 与 四 球 | 敬 遠 | 与 死 球 | 奪 三 振 | 暴 投 | ボ 丨 ク | 失 点 | 自 責 点 | 防 御 率 | W H I P |
| -------- | -------- | ----- | ----- | ----- | ----- | -------- | ----- | ----- | -------- | ----------- | ----- | ----- | -------- | -------- | ----------- | -------- | ----- | -------- | -------- | ----- | -------- | ----- | -------- | -------- | ------- |
| 2011     | SEA      | 6     | 0     | 0     | 0     | 0        | 1     | 1     | 0        | 0           | .500  | 28    | 7.0      | 5        | 1           | 4        | 1     | 1        | 7        | 0     | 0        | 2     | 2        | 2.57     | 1.29    |
| 2012     | SEA      | 34    | 0     | 0     | 0     | 0        | 2     | 1     | 0        | 3           | .667  | 148   | 36.2     | 23       | 9           | 11       | 1     | 5        | 46       | 3     | 0        | 17    | 17       | 4.17     | 0.93    |
| 2012     | TOR      | 27    | 0     | 0     | 0     | 0        | 2     | 2     | 0        | 9           | .500  | 126   | 29.1     | 23       | 3           | 15       | 0     | 0        | 46       | 3     | 0        | 12    | 11       | 3.38     | 1.30    |
| '12計    | TOR      | 61    | 0     | 0     | 0     | 0        | 4     | 3     | 0        | 12          | .571  | 274   | 66.0     | 46       | 12          | 26       | 1     | 5        | 92       | 6     | 0        | 29    | 28       | 3.82     | 1.09    |
| 2013     | TOR      | 55    | 0     | 0     | 0     | 0        | 5     | 5     | 1        | 6           | .500  | 253   | 58.2     | 50       | 4           | 29       | 5     | 2        | 82       | 4     | 1        | 25    | 21       | 3.22     | 1.35    |
| 2014     | TOR      | 30    | 0     | 0     | 0     | 0        | 3     | 0     | 0        | 12          | 1.000 | 114   | 25.2     | 19       | 3           | 19       | 0     | 3        | 21       | 2     | 0        | 14    | 14       | 4.91     | 1.48    |
| 2015     | TOR      | 31    | 0     | 0     | 0     | 0        | 2     | 0     | 1        | 5           | 1.000 | 129   | 29.1     | 28       | 5           | 14       | 1     | 1        | 30       | 6     | 0        | 19    | 17       | 5.22     | 1.43    |
| 2016     | CIN      | 7     | 0     | 0     | 0     | 0        | 0     | 0     | 0        | 2           | ---   | 40    | 8.0      | 5        | 1           | 10       | 0     | 1        | 10       | 1     | 0        | 6     | 6        | 6.75     | 1.88    |
| 2016     | 広島     | 2     | 0     | 0     | 0     | 0        | 0     | 0     | 0        | 0           | ---   | 6     | 2        | 0        | 0           | 0        | 0     | 0        | 4        | 0     | 0        | 0     | 0        | 0.00     | 0.00    |
| MLB：6年 | MLB：6年 | 190   | 0     | 0     | 0     | 0        | 15    | 9     | 2        | 37          | .625  | 838   | 194.2    | 153      | 26          | 102      | 8     | 13       | 242      | 19    | 1        | 95    | 88       | 4.07     | 1.31    |
| NPB：1年 | NPB：1年 | 2     | 0     | 0     | 0     | 0        | 0     | 0     | 0        | 0           | ---   | 6     | 2        | 0        | 0           | 0        | 0     | 0        | 4        | 0     | 0        | 0     | 0        | 0.00     | 0.00    |

- 2017年度シーズン終了時

### 獲得タイトル・記録・表彰
- MLBオールスターゲーム選出：1回（2013年）

NPB投手記録
- 初登板：2016年9月18日、対横浜DeNAベイスターズ24回戦（横浜スタジアム）、7回裏に3番手で救援登板、1回無失点
- 初奪三振：同上、7回裏に宮﨑敏郎から見逃し三振

### 背番号
- 35 (2011年 - 2012年途中)
- 50 (2012年途中 - 2015年)
- 56 (2016年 - 同年途中)
- 70 (2016年途中 - 同年終了)